# Местечко
Месте́чко (пол. miasteczko, бел. мястэчка, укр. містечко, чеш. městys (městečko), лит. miestelis, латыш. miests) — посад, селенье в виде городка, один из типов населённых пунктов, исторически — сложившаяся разновидность поселения в Речи Посполитой, то есть на территории современных Белоруссии, Литвы, восточной Латвии, Польши, Украины и западной России, часто со значительной долей еврейского населения (еврейские местечки, идиш שטעטל‎ — штетл, букв. «городок»). Жителей местечка обычно называли местчанами или мещанами.

## Описание
Местечко с характерным для города торгово-ремесленным населением и аналогичной инфраструктурой и планировкой тем не менее отличалось от города — как правило, меньшей площадью и меньшим количеством населения.
Некоторые местечки получали со временем статус города; например, Улла в 1577 г. получила магдебургские права. Другие переходили в категорию деревень или сёл: например, Козяны в Браславском районе Витебской области Белоруссии или Лишкява в Варенском районе Литвы. Такой переход приводил к невозможности дальнейшего проживания еврейского населения согласно нормам черты оседлости.

## Местечки в России

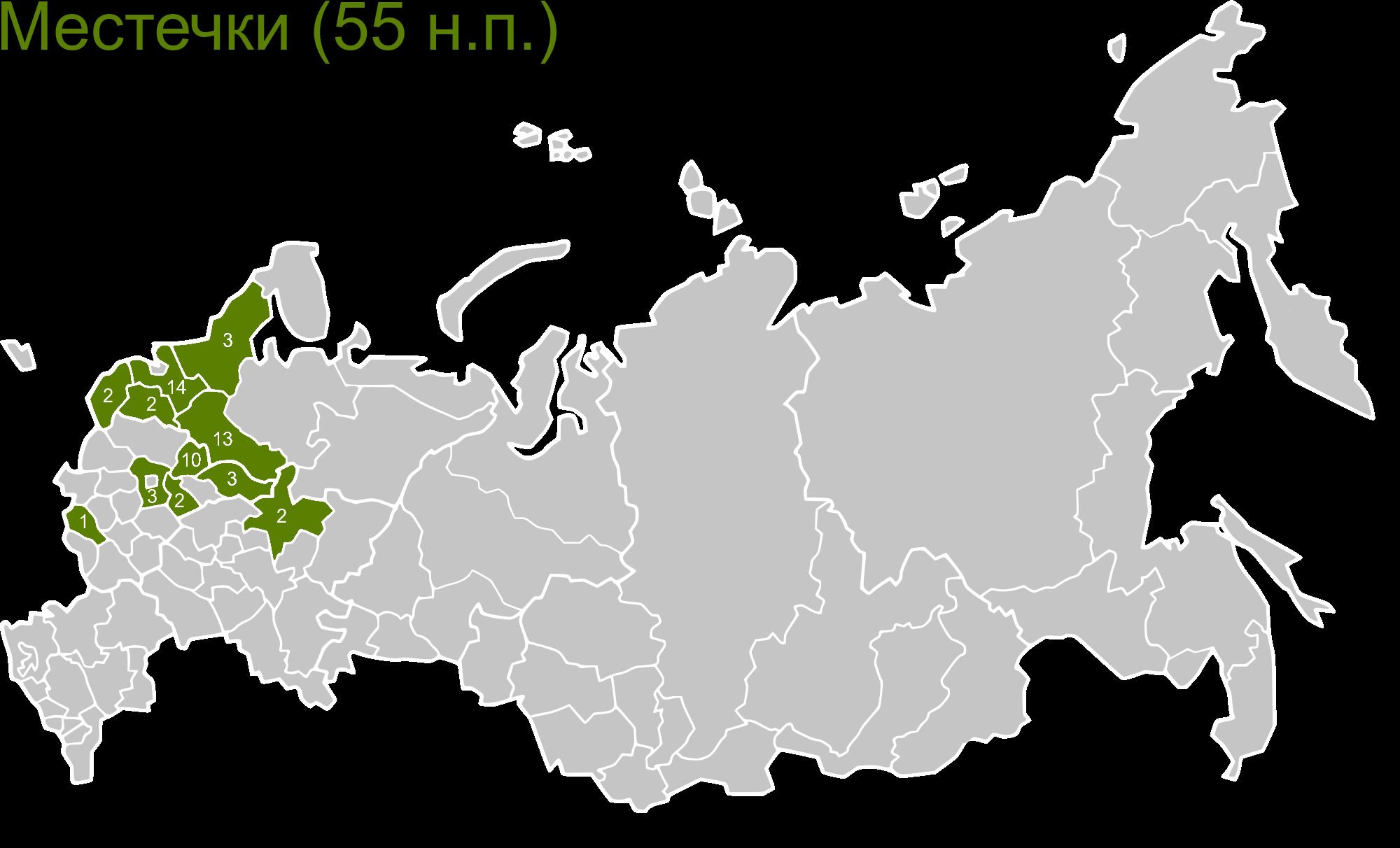
Количество местечек в России по субъектам РФ

### В Российской империи
На территории Российской империи местечки существовали на территориях, прежде входивших в состав Польского королевства и Великого княжества Литовского, а в XIX веке статус местечка устанавливался и русским правительством. В местечках преобладала торгово-промышленная деятельность, характерная для городов. Специфика местечек как особого типа населённых пунктов обуславливалась тем, что жители местечек считались мещанами. Также немаловажное значение имело и то, что согласно принятым в 1882 году «Временным правилам» евреям было запрещено селиться, приобретать и арендовать недвижимость в сёлах и деревнях. Местечки под этот запрет не попадали.
В местечках, насчитывающих не менее 10 дворов, разрешалось образовывать мещанские общества, которые могли избрать мещанского старосту. При количестве дворов в 50 и более разрешалось учреждать мещанскую управу и избирать мещанских депутатов. С 1866 года мещане были освобождены от подушной подати, её заменил налог с недвижимых имуществ в городах, посадах и местечках.
Постепенно статусные различия между селом и местечком утрачивали значение: подушная подать была отменена для всех сословий в 1887 году, в 1903 году правительство разрешило евреям проживать в 101 селении (позже список неоднократно пополнялся). Уже в 1894 году Правительствующий сенат выпустил разъяснение, что единственное, что отличает местечко от села, — его официальное название таковым.

### В Российской Федерации
В современной России существует небольшое количество населённых пунктов, имеющих статус местечка — в основном, это небольшие посёлки. Так, в Ленинградской области на 2020 год существует 14 местечек. Также законом Московской области определена категория населённых пунктов «местечко», относящаяся к сельским населённым пунктам, в 2020 году в области насчитывается три местечка.

## Местечковость
см. также: Парохиализм (англ. Parochialism)
В литературе еврейского просвещения (И. Л. Гордон, Менделе Мойхер-Сфорим и др.) сложился отрицательный образ местечка, местечковый уклад жизни изображался как уродливый, убогий, нищий и мракобесный. В результате соответствующие прилагательные, «клейнштетлдик» (буквально «мелкоместечковый») в идиш, и «местечковый» в русском языке получили негативную коннотацию как символы ограниченности и провинциализма.
В современном русском языке понятие «местечковость» стало синонимом провинциальности, а «местечковый» (то есть свойственный, характерный для местечка, принадлежащий ему) приобрело значения «провинциальный; тупой; малообразованный; незначительный».